# Ligue de défense national-chrétienne
La Ligue de défense national-chrétienne (en roumain : Liga Apărării Național Creștine, LANC) était un parti politique d'extrême droite roumain formé par Alexandre C. Cuza.

## Origine
La Ligue tire ses origines de l'Union national-chrétienne, créée en 1922 par Cuza et le célèbre physiologiste Nicolae Paulescu. Ce groupe s'est transformé en LANC en 1923. Une grande partie des idées de la LANC s'inscrivaient dans des arguments théologiques élaborés par Nichifor Crainic, secrétaire général de LANC.
La croix gammée est devenue le symbole du mouvement de Cuza et est apparue dans ses publications, brochures et programmes électoraux. Cuza a affirmé que le symbole était purement roumain et a nié que LANC ait copié le symbole du Parti nazi. En 1927, la bannière du parti devient le drapeau de la Roumanie avec une croix gammée au centre.
La LANC est devenue associée à un antisémitisme extrême, appelant à un retrait progressif des droits des Juifs, ce qui comprendrait le retrait des droits politiques de tous les Juifs, le retrait de la citoyenneté pour la plupart des citoyens et une politique progressive de redistribution des terres et des entreprises juives. Pour ce faire, ils espéraient commencer par exclure les Juifs des professions et des échelons supérieurs des forces armées.

## Croissance
Au départ, la LANC a obtenu un certain soutien et son groupe de milice à la chemise bleue, les Lăncieri, a acquis une notoriété pour ses activités antisémites dans les universités. Augmentant son influence, le LANC a attiré la plupart des adeptes de groupes tels que le Mouvement national fasciste et le Fascia nationale roumaine au milieu des années 1920. Le soutien à LANC a été particulièrement fort en Bucovine, dans le Maramures, dans le nord de la Moldavie et en Transylvanie, et cette région du centre-nord du pays devait être particulièrement sensible au fascisme en Roumanie dans les années 1920 et 1930.

## Déclin
Toutefois, le leadership de Cuza, caractérisé par son approche professionnelle pondérée, a suscité un certain mécontentement parmi le mouvement de la jeunesse et des étudiants du groupe, la Légion de l'Archange Michel de Corneliu Codreanu, où le sentiment dominant était favorable à l'action violente. En 1927, Codreanu et sa Légion se séparèrent pour former un mouvement distinct (qui devint en définitive la Garde de fer) et le stock de la LANC s'effondra un peu.